# جاربانیا نووارزه
جاربانیا نووارزه (به ایتالیایی: Garbagna Novarese) یک کومونه در ایتالیا است که در استان نووارا واقع شده‌است.

## خصوصیات
جاربانیا نووارزه ۱۰٫۱ کیلومترمربع مساحت و ۱٬۰۲۳ نفر جمعیت دارد.